# Let It Bleed
Let It Bleed je osmé britské a desáté americké studiové album britské rockové skupiny The Rolling Stones, které vyšlo v prosinci 1969 u vydavatelství Decca Records (Velká Británie) a London Records (Spojené státy). Vydáno bylo krátce po americkém turné skupiny v roce 1969, jedná se o následující počin předchozího alba Beggars Banquet z roku 1968.
Brian Jones, zakladatel a původní „leader“ skupiny, byl ve studiu během nahrávání stále nespolehlivější kvůli nadměrnému užívání drog, které mu odebíralo kreativitu a chuť do práce. Na nahrávací „sessions“ buď nedorazil, nebo na nahrávání významněji nepřispěl. Skupina se shodla na tom, že Jonesova nespolehlivost nemůže skupinu nadále omezovat, proto byl na začátku června 1969 ze skupiny vyhozen. Ian Stewart skupině doporučil jako náhradníka vynikajícího dvacetiletého kytaristu Micka Taylora, který se dříve angažoval ve skupině John Mayall & the Bluesbreakers. Taylor se stejně jako Jones podílel pouze na dvou písních. Keith Richards nahrál na desku téměř všechny doprovodné a sólové kytarové party. Ostatní členové skupiny (Mick Jagger, Bill Wyman a Charlie Watts) se podíleli téměř na všech písních. Na nahrávání přispěl perkusemi také producent Jimmy Miller, pianisté Nicky Hopkins a Ian Stewart a řada dalších hostujících hudebníků včetně Ry Coodera.
Album se umístilo mezi top 10 nejprodávanějších alb, ve Velké Británii dosáhlo album 1. příčky prodejnosti a ve Spojených státech pak 3. příčky prodejnosti. Ačkoli z alba nebyly vydány žádné singly (pouze v Japonsku vyšel jediný singl "Let It Bleed"/"You Got the Silver"), mnoho písní z tohoto alba se staly základem živých vystoupení Rolling Stones a na rockových radiových stanicích se písně držely po celá desetiletí. Pravděpodobně nejslavnější písně z alba "Gimme Shelter" a "You Can't Always Get What You Want" se obě se zařadily na retrospektivní seznamy „nejlepších skladeb všech dob“, umístili se zejména na žebříčku „500 největších písní všech dob“ (Gimme Shelter" - 38. místo) a ("You Can't Always Get What You Want" - 100. místo) od amerického časopisu Rolling Stone z roku 2004.

## Seznam skladeb
| Pořadí | Název                              | Autor             | Délka |
| ------ | ---------------------------------- | ----------------- | ----- |
| 1.     | Gimme Shelter                      | (Jagger/Richards) | 4:31  |
| 2.     | Love in Vain                       | (Johnson)         | 4:19  |
| 3.     | Country Honk                       | (Jagger/Richards) | 3:09  |
| 4.     | Live with Me                       | (Jagger/Richards) | 3:33  |
| 5.     | Let It Bleed                       | (Jagger/Richards) | 5:26  |
| 6.     | Midnight Rambler                   | (Jagger/Richards) | 6:52  |
| 7.     | You Got the Silver                 | (Jagger/Richards) | 2:51  |
| 8.     | Monkey Man                         | (Jagger/Richards) | 4:12  |
| 9.     | You Can't Always Get What You Want | (Jagger/Richards) | 7:28  |

## Obsazení
The Rolling Stones
- Mick Jagger – zpěv (všechny skladby kromě "You Got the Silver"), doprovodné vokály ("Gimme Shelter", "Country Honk", "Monkey Man"), harmonika ("Gimme Shelter", "Midnight Rambler"), akustická kytara ("You Can't Always Get What You Want")
- Keith Richards – elektrická kytara (všechny skladby kromě "Country Honk"), akustická kytara ("Love in Vain", "Country Honk", "Let It Bleed", "You Got the Silver", "You Can't Always Get What You Want"), slide guitar ("Love in Vain"), doprovodné vokály ("Gimme Shelter", "Country Honk", "Live with Me", "Monkey Man"), baskytara ("Live with Me"), zpěv ("You Got the Silver")
- Brian Jones – kongo ("Midnight Rambler"), autoharfa ("You Got the Silver")
- Bill Wyman – baskytara ("Gimme Shelter", "Love in Vain", "Let It Bleed", "Midnight Rambler", "You Got the Silver", "Monkey Man", "You Can't Always Get What You Want"), autoharfa ("Let It Bleed"), vibrafon ("Monkey Man")
- Charlie Watts – bicí (všechny skladby kromě "You Can't Always Get What You Want")
- Mick Taylor – slide guitar ("Country Honk"), elektrická kytara ("Live with Me")

Doprovodní hudebníci
- Ian Stewart – klavír ("Let It Bleed")
- Nicky Hopkins – klavír ("Gimme Shelter", "Live with Me", "You Got the Silver", "Monkey Man"), varhany ("You Got the Silver")
- Byron Berline – housle ("Country Honk")
- Merry Clayton – zpěv, duet s Jaggerem ("Gimme Shelter")
- Ry Cooder – mandolína ("Love in Vain")
- Bobby Keys – tenorsaxofon ("Live with Me")
- Jimmy Miller – perkuse ("Gimme Shelter"), bicí ("You Can't Always Get What You Want"), tamburína ("Monkey Man")
- Leon Russell – klavír a aranžmá pro lesní roh ("Live with Me")
- Jack Nitzsche – sborové aranžmá ("You Can't Always Get What You Want")
- Al Kooper – klavír, lesní roh a varhany ("You Can't Always Get What You Want")
- Nanette Workman – doprovodné vokály ("Country Honk", You Can't Always Get What You Want") (credited as Nanette Newman on the LP)
- Doris Troy – doprovodné vokály ("You Can't Always Get What You Want")
- Madeline Bell – doprovodné vokály ("You Can't Always Get What You Want")
- Rocky Dijon – perkuse ("You Can't Always Get What You Want")
- The London Bach Choir – sbor ("You Can't Always Get What You Want")

## Žebříčky
Album
| Rok  | Žebříček                      | Pozice |
| ---- | ----------------------------- | ------ |
| 1969 | UK Albums Chart               | 1      |
| 1970 | UK Albums Chart               | 2      |
| 1969 | Billboard magazine Pop Albums | 3      |
| 1970 | Billboard Pop Albums          | 3      |
| 1980 | Billboard Pop Albums          | 177    |
| 2002 | Billboard Top Internet Albums | —      |

Singl
| Rok  | Singl                                | Žebříček              | Pozice |
| ---- | ------------------------------------ | --------------------- | ------ |
| 1973 | "You Can't Always Get What You Want" | The Billboard Hot 100 | 42     |